# 1995 ve filmu

## Filmy roku 1995

### České filmy
- Artuš, Merlin a Prchlíci
- Cesta peklem
- Divoké pivo – Plyšový lev
- Fany
- Golet v údolí
- Hazard
- Hořké léto
- Indiánské léto
- Jak chutná smrt
- Jak si zasloužit princeznu
- Má je pomsta
- Playgirls
- Playgirls 2
- Poslední přesun
- Příliš hlučná samota
- Špendlík na motýla
- Učitel tance
- V erbu lvice
- Válka barev
- Vášnivý polibek
- Zahrada – Český lev za nejlepší film

### Zahraniční filmy
#
- 3 nindžové - Příprava k útoku
- 12 opic

A
- Ace Ventura 2: Volání divočiny
- The Amazing Panda Adventure
- Americký prezident
- Balto
- Antártida
- Antonia - Oscar za nejlepší cizojazyčný film
- L'Appât - Zlatý medvěd
- Apollo 13
- Arabian Knight
- Assassins

B
- Babe - galantní prasátko - Zlatý glóbus pro nejlepší film (muzikál a komedie)
- The Baby-Sitters Club
- Balto - animovaný
- The Basketball Diaries
- Batman navždy
- Before Sunrise
- Beyond Rangoon
- Beyond the Clouds
- The Big Green
- Billy Madison
- Blue in the Face
- The Blue Villa
- Born to Be Wild
- Boys on the Side
- Boží armáda
- The Brady Bunch Movie
- The Brothers McMullen
- Bugis Street

C
- Canadian Bacon,
- Candyman: Farewell to the Flesh
- Casino
- Casper
- Children of the Corn III: Urban Harvest
- The City of Lost Children
- Clockers
- Clueless
- Coldblooded
- Kongo
- Copycat
- Crimson Tide
- The Crossing Guard
- Cutthroat Island
- Cyclo - Zlatý lev

D
- Dangerous Minds
- Dead Man
- Dead Man Walking
- Dead Presidents
- Desperado
- Devil in a Blue Dress
- Die Hard with a Vengeance
- Dilwale Dulhania Le Jayenge
- Dolores Claiborne
- Don Juan DeMarco
- Dracula: Dead and Loving It

E
- The Englishman Who Went Up a Hill But Came Down a Mountain
- Empire Records
- Escape to Witch Mountain (remake)

F
- Fall Time
- Father of the Bride Part II
- First Knight
- Fluke
- Forget Paris
- Four Rooms
- Francouzský polibek
- Friday
- From the Journals of Jean Seberg - dokumentární, režie Mark Rappaport
- Full Body Massage
- Funny Bones

G
- Gamera: Guardian of the Universe
- Get Shorty,
- Ghost in the Shell
- The Glass Shield
- Godzilla vs. Destoroyah
- Gogo no Yuigon-jo - japonský film roku
- A Goofy Movie
- Gordy
- Grumpier Old Men

H
- Hackers
- La Haine
- Halloween: The Curse of Michael Myers
- Higher Learning
- Home for the Holidays
- The Horseman on the Roof
- How to Make an American Quilt

I
- Ice Cream Man
- In the Mouth of Madness
- The Indian in the Cupboard

J
- Jade
- Jako štvaná zvěř
- Jerky Boys: The Movie
- Johnny Mnemonic
- Judge Dredd
- Jumanji
- Jury Duty
- Just Cause

K
- A Kid in King Arthur's Court
- Kids

L
- Land and Freedom
- Last of the Dogmen
- The Lawnmower Man 2: Beyond Cyberspace
- Leaving Las Vegas
- Live Nude Girls
- Lord of Illusions
- Losing Isaiah

M
- Madisonské mosty
- Magic in the Water
- Major Payne
- Malá princezna
- Malé dohazovačky
- Mallrats
- Margaret's Museum
- Miami Rhapsody
- Mighty Morphin Power Rangers: The Movie
- Les Misérables - Zlatý glóbus pro nejlepší cizojazyčný film
- Mizerové
- Mocná Afrodité, režie Woody Allen
- A Month by the Lake
- Money Train
- Moonlight and Valentino
- Mortal Kombat
- Mr. Holland's Opus
- Murder in the First

N
- Napoleon
- Nelly a pan Arnaud
- Nelítostný souboj
- Never Talk to Strangers
- New Jersey Drive
- Nick of Time
- Nine Months
- Nixon
- No Way Back
- Now and Then

O
- Operation Dumbo Drop
- Othello

P
- Panther
- The Pebble and the Penguin
- A Personal Journey with Martin Scorsese Through American Movies, režie Martin Scorsese (dokumentární)
- Persuasion
- Picture Bride
- Plač, milovaná krajina
- Pocahontas
- Polibek smrti
- Police Story 4: First Strike
- Poslední večeře
- Powder
- Přepadení 2: Temné území

R
- Rack, Shack, and Benny
- Restoration
- Richard III
- Rob Roy
- Rumble in the Bronx
- Rychlejší než smrt

S
- Sabrina
- The Scarlet Letter
- Screamers - Hlasy z podzemí
- Sense and Sensibility
- Sedm
- Shanghai Triad
- Sharpe's Sword
- Showgirls
- Síť
- Smoke
- Something to Talk About
- Smrtící epidemie
- Soudce Dredd
- Species
- The Stars Fell on Henrietta
- Statečné srdce – Oscar za nejlepší film
- Stonewall
- Sudden Death
- Summer Snow

Š
- Šance pro lásku
- Šílenství
- Štvanice

T
- Táta jak má být
- Tall Tale
- Tank Girl
- Teresa's Tattoo
- Things to Do in Denver When You're Dead
- Three Wishes
- To Die For
- To Wong Foo, Thanks for Everything! Julie Newmar
- Tom and Huck
- Tommy Boy
- Top Dog
- Toy Story: Příběh hraček
- Two Bits

U
- Underground - Zlatá palma
- Unzipped
- The Usual Suspects

V
- Vampire in Brooklyn
- Village of the Damned
- Virtuosity
- Vodní svět

W
- Waiting to Exhale
- A Walk in the Clouds
- The Walking Dead
- Welcome to the Dollhouse
- While You Were Sleeping
- White Man's Burden
- Wild Bill

Z
- Zachraňte Williho 2
- Závislost
- Zlaté oko
- Zvláštní dny

Ž
- Železný orel IV

## Úmrtí

### Česko
- 15. ledna – Josef Kemr, herec
- 5. května – Josef Bek, herec a zpěvák
- 20. srpen – Jiří Lír, herec
- 8. září – František Nepil, spisovatel a scenárista
- Jiří Šust – skladatel filmové hudby

### Zahraničí
- 2. únor - Donald Pleasence, herec
- 5. únor - Doug McClure, herec
- 26. únor - Jack Clayton, režisér
- 12. březen - Juanin Clayová, herečka
- 16. březen - Albert Hackett, scenárista
- 4. duben - Priscilla Lane, herečka
- 14. duben - Burl Ives, herec a zpěvák
- 16. duben - Cy Endfield, režisér a scenárista
- 24. duben - Sammy Jackson, herec a DJ
- 25. duben - Ginger Rogersová, herečka
- 2. květen - Michael Hordern, herec
- 15. květen - Eric Porter, herec
- 16. květen - Lola Floresová, španělská herečka
- 18. květen – Elizabeth Montgomeryová, herečka
  - Elisha Cook Jr, herec
  - Alexandr Godunov, tanečník a herec
- 26. květen - Friz Freleng, animátor
- 15. červen - Charles Bennett, scenárista
- 29. červen - Lana Turnerová, herečka
- 4. červenec - Eva Gaborová, herečka
- 17. červenec - Harry Guardino, herec
- 27. červenec - Miklos Rozsa, skladatel filmové hudby
- 3. srpen - Ida Lupinová, herečka a režisérka
- 11. srpen - Phil Harris, herec a zpěvák
- 29. srpen - Enrique Carreras, režisér, producent
- 21. říjen - Maxene Angelyn Andrews, sopranistka skupiny The Andrews Sisters
- 21. říjen - Shannon Hoonová, zpěvačka Blind Melon
- 22. říjen - Mary Wickesová, herečka
- 25. říjen - Viveca Lindforsová, herečka
- 9. listopad - Vivian Blaineová, herečka
- 21. listopad - Peter Grant, herec a manažer
- 23. listopad - Louis Malle, režisér
- 24. listopad - Jeffrey Lynn, herec
- 22. listopad - Butterfly McQueenová, herečka
- 23. listopad - Patric Knowles, herec
- 25. listopad - Dean Martin, zpěvák a herec

## Události
- Mezinárodní filmový festival Karlovy Vary – Křišťálový glóbus získal film Jízda (Česko, režie Jan Svěrák)